# Municipio de Richland (condado de Keokuk)
El municipio de Richland (en inglés: Richland Township) es un municipio ubicado en el condado de Keokuk en el estado estadounidense de Iowa. En el año 2010 tenía una población de 830 habitantes y una densidad poblacional de 8,58 personas por km².

## Geografía
El municipio de Richland se encuentra ubicado en las coordenadas 41°12′51″N 92°0′42″O / 41.21417, -92.01167. Según la Oficina del Censo de los Estados Unidos, el municipio tiene una superficie total de 96.74 km², de la cual 96,18 km² corresponden a tierra firme y (0,59 %) 0,57 km² es agua.

## Demografía
Según el censo de 2010, había 830 personas residiendo en el municipio de Richland. La densidad de población era de 8,58 hab./km². De los 830 habitantes, el municipio de Richland estaba compuesto por el 98,8 % blancos, el 0,24 % eran afroamericanos, el 0,48 % eran amerindios y el 0,48 % eran de una mezcla de razas. Del total de la población el 0,48 % eran hispanos o latinos de cualquier raza.